# Hrebienie
Hrebienie (biał. Грабяні, Hrabiani; ros. Гребени, Griebieni) – wieś na Białorusi, w obwodzie homelskim, w rejonie lelczyckim, w sielsowiecie Stodolicze.

## Historia
Po I wojnie światowej pod administracją polską, w Zarządzie Cywilnym Ziem Wschodnich, w okręgu brzeskim, w powiecie mozyrskim, w gminie Bujnowicze. Podczas wojny polsko-bolszewickiej, nocą z 16 na 17 lutego 1920 miał tu miejsce epizod bitwy pod Stodoliczami.
W wyniku postanowień traktatu ryskiego znalazły się w granicach Związku Sowieckiego. Od 1991 w niepodległej Białorusi.